# Tides
«Tides» — дебютний студійний альбом фінського павер-метал-гурту Leverage. Реліз відбувся 9 серпня 2006 року.

## Список композицій
1. "Fifteen Years" — 05:32
2. "Superstition" — 03:51
3. "Horizon" — 04:24
4. "Dreamworld" — 05:37
5. "Follow Down That River" — 04:17
6. "Stranger" — 05:38
7. "Sails" — 03:54
8. "Marching to War" — 05:06
9. "Twilight Symphony" — 04:27
10. "Gone" — 04:50

### Японське видання
1. "Waterfall" — 04:53
2. "Land of Flames" — 05:14

## Чарти
| Чарт (2006)                                        | Позиція |
| -------------------------------------------------- | ------- |
| Фінляндія Finnish Albums (Suomen virallinen lista) | 27      |

## Учасники запису
- Пекка Ансіо Хейно – вокал
- Торсті Спуф – гітари
- Пекка Лампінен – бас-гітара
- Туомас Хейккінен – гітари
- Марко Ніскала – клавішні
- Валттері Ревонкорпі – барабани